# La bambola (romanzo)
La bambola (Lalka) è un romanzo di Bolesław Prus, pubblicato a puntate su rivista tra il 1887 e il 1889 e in formato libro nel 1890. Considerato un capolavoro della letteratura polacca, è stato definito dal premio Nobel Czesław Miłosz il maggior romanzo polacco di sempre.

## Trama
Stanisław Wokulski comincia la sua carriera come cameriere presso Hopfer's, un ristorante di Varsavia. Rampollo di una famiglia nobile impoveritasi, sogna un futuro nel campo scientifico. Dopo aver preso parte alla sollevazione del 1863 contro la Russia zarista, poi fallita, viene condannato all'esilio in Siberia. Al ritorno a Varsavia, diventa commesso nella merceria di Mincel. Sposa la vedova dell'ultimo proprietario (che pure muore), ottiene così molto denaro che usa per organizzare una partnership con un mercante russo conosciuto negli anni dell'esilio. I due mercanti si recano in Bulgaria durante la guerra russo-turca del 1877-78, e fanno fortuna rifornendo l'armata russa.
L'intraprendente Wokulski si innamora poi di Izabela, figlia di un insignificante aristocratico in bancarotta, Tomasz Lecki.
Il manager del negozio a Varsavia di Wokulski, Ignacy Rzecki, è della generazione precedente a quella di Wokulski, un modesto scapolotto che vive nel ricordo della sua gioventù, che fu un capitolo eroico della sua vita come di quella di tutta l'Europa. Attraverso il suo diario il lettore apprende alcune delle imprese di Wokulski, viste con gli occhi di un suo ammiratore. Rzecki e il suo amico Katz si recarono in Ungheria nel 1848 per entrare nell'esercito rivoluzionario. Per Rzecki, la causa della libertà in Europa era legata al nome di Napoleone Bonaparte, e la rivoluzione ungherese generò nuove speranze di abolire il sistema reazionario nato dopo la caduta di Napoleone. Più tardi, ripose le sue speranze di Napoleone III. Mentre scrive, le ripone nel discendente di Bonaparte, il figlio di Napoleone III, il principe Loulou. Alla fine del romanzo, quando Rzecki apprende che Loulou è morto in Africa, combattendo nell'esercito inglese contro le tribù ribelli, verrà sopraffatto dallo sconforto della vecchiaia.
Per il momento, Rzecki vive in una eccitazione costante, preoccupatissimo per la politica, a cui si riferisce nel suo diario con il nome in codice “P”. Su tutti i giornali trova indicazioni riguardo al fatto che una tanto attesa “cosa” sta finalmente iniziando.
Oltre alle due generazioni rappresentate da Rzecki e Wokulski, il romanzo getta anche un rapido sguardo su una terza generazione, più giovane, rappresentata dallo scienziato Julian Ochocki, alcuni studenti, e un giovane commesso del negozio di Wokulski. Gli studenti vivono nel solaio di un appartamento e sono sempre in conflitto col proprietario per gli arretrati non pagati; sono ribelli, inclini all'humor macabro, probabilmente socialisti. Di idee socialisteggianti è anche un giovane commesso.
La trama de La bambola si focalizza sull'infatuazione di Wokulski per la superficiale Izabela, che lo vede semplicemente come un plebeo, un intruso nel suo mondo sublime, un bruto con enormi mani rosse; per lei, è difficile considerare umane le persone al di sotto del ceto sociale degli aristocratici.
Wokulski, nel suo tentativo di conquistare Izabela, inizia a frequentare teatri e salotti aristocratici; inoltre, per aiutare finanziariamente il padre in difficoltà, fonda una società e imposta gli aristocratici come soci in affari.
La rovina di Wokulski mette in evidenza il tema dominante del romanzo, e cioè l'inerzia della società polacca.

## Traduzioni
La bambola è stato tradotto in diciotto lingue: bulgaro, ceco, inglese, estone, francese, georgiano, tedesco, ungherese, italiano, lettone, lituano, rumeno, russo, serbo-croato, slovacco, sloveno, ucraino ed esperanto